# David Arellano
David Alfonso Arellano Moraga (Santiago, 29 de julho de 1902 — Valladolid, 3 de maio de 1927) foi um futebolista chileno.

## Biografia
Iniciou sua carreira de jogador em 1918 na equipe do Magallanes onde obteve dois campeonatos da cidade de Santiago em 1920 e 1921. Jogou nesse clube até o ano de 1925, quando fundou aquela que se tornaria a equipe de futebol mais popular do Chile: o Colo-Colo. Além de fundador, Arellano também foi o primeiro capitão da equipe e também seu primeiro ídolo.
Pela Seleção Chilena, Arellano atuou 6 vezes, disputando as edições da Copa América (na época Campeonato Sul-Americano) de 1924 e 1926, sendo que desta última foi o artilheiro com 7 gols.
Em 1927, durante uma partida contra o Real Valladolid, da Espanha, em uma excursão que o time fazia à Europa, sofreu um choque casual contra um jogador adversário que resultou em uma peritonite. Após 24 horas de agonia, faleceu no dia 3 de maio. Seu corpo seria repatriado somente em 1929 e atualmente descansa no Mausoléo dos Velhos Craques do clube no cemitério geral de Santiago. Em sua homenagem, até hoje o clube tem uma tarja preta sobre o escudo em sinal de luto.
Em 1989, o Colo-Colo inaugura o seu novo estádio chamando-o de Monumental David Arellano.

## Equipes nas quais atuou
- Magallanes: 1918-1925
- Colo-Colo: 1925-1927

## Títulos

### Magallanes
- Campeonato da cidade de Santiago: 1920
- Associação de Futebol de Santiago: 1920 e 1921

### Colo-Colo
- Liga Metropolitana: 1925
- Campeonato da Cidade de Santiago: 1925

### Individuais
- Artilheiro do Campeonato Sul-Americano de 1926